# Robert Sarrade
Robert Sarrade (19 février 1904 - 11 octobre 1982) est un joueur français de rugby à XV, ayant notamment évolué avec la Section paloise et compte une sélection en équipe de France,. Robert Sarrade est champion de France avec la Section en 1928,. Sarrade a également évolué au Sport athlétique saint-séverin. Il est également marchand de liqueurs.
Sarrade a été considéré comme l'un des meilleurs demis d'ouverture français.

## Biographie
Demi d'ouverture, Robert Sarrade débute le rugby en 1919 aux Boutons d'Or de Mont-de-Marsan. Sarrade porte ensuite les couleurs de l'Avenir aturin rugby d'Aire-sur-l'Adour, du Bordeaux Étudiants Club, lorsqu'il étudiait le droit à Bordeaux, et du Sport athlétique saint-séverin de Saint-Sever, où il fait la connaissance de René Crabos,.
Enfin, il rejoint la Section paloise en 1926, club où il restera douze saisons jusqu'en 1938,.
En décembre 1926, les All Blacks effectuent une tournée en Europe (en) et reviennent à la Croix du Prince affronter une sélection de Gascogne, composée de joueurs d'Armagnac-Bigorre-Béarn. Cette sélection, menée par la légende de la Section François Recaborde, arbore des maillots blancs bordés de rouge.
Les Maoris sont reçus en grande pompe au Palais d'Hiver, le match suscitant un fort intérêt en Béarn du fait de la présence de joueurs locaux : Edouard Réchède, Albert Cazenave, Fernand Taillantou, François Récaborde mais aussi de Maixent Piquemal, le jeune arrière prometteur du Stadoceste tarbais. Les Maoris s'imposent 11 points (3 essais, 1 but) à 6 (1 essai et 1 but sur coup franc).
Devenu palois d'adoption, Sarrade était connu pour se balader sur le Boulevard des Pyrénées où il aimait à faire la connaissance des anglaises en villégiature.
Avec la Section paloise, Sarrade remporte le titre de champion de France en 1928, au sein de la fameuse équipe dont Albert Cazenave était capitaine, avec François Récaborde, Fernand Taillantou ou Georges Caussarieu.
Robert Sarrade a connu une sélection avec le XV de France, pendant le Tournoi des Cinq Nations 1929, qui eut lieu le 31 décembre 1928, lors du match de la France face à l'Irlande au Stade de Colombes, en compagnie de son coéquipier Georges Caussarieu. Ce jour-là, Sarrade était le joueur le plus léger sur le terrain, alors que Caussarieu était le plus jeune.
Sarrade est associé ce jour-là à Clément Dupont à la mêlée. Malheureusement, cette sélection fut écourtée par une grave blessure,.
Robert Sarrade prend sa retraite en 1939, après 13 saisons passées à la Section.

En 1944, il devient entraineur du Stade français.

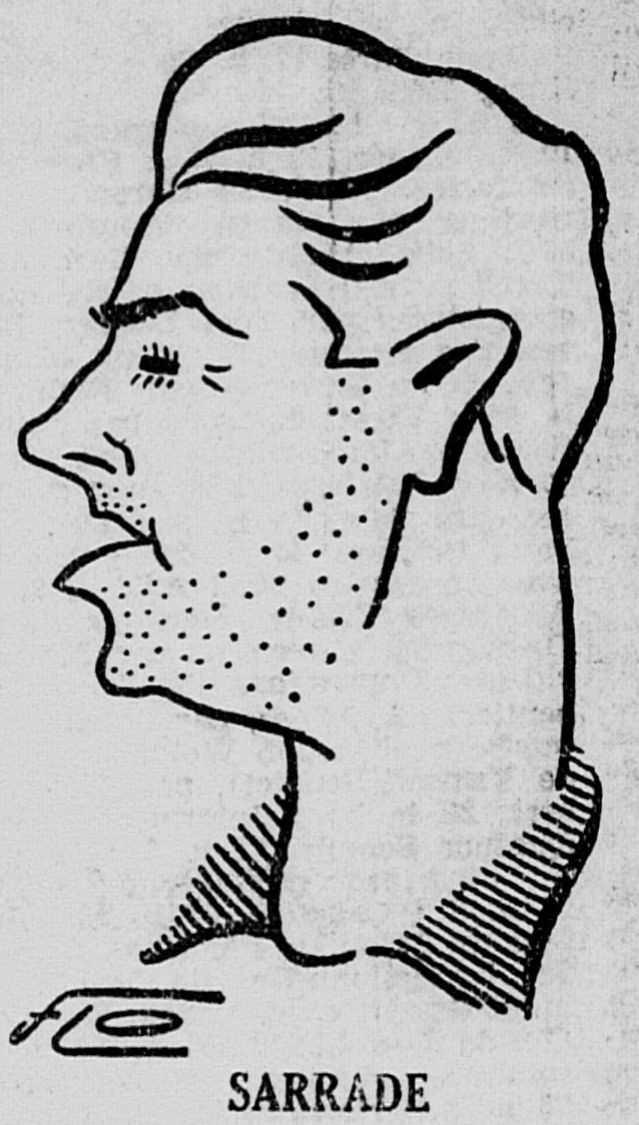
Caricature de Robert Sarrade dans L'Indépendant des Basses-Pyrénées
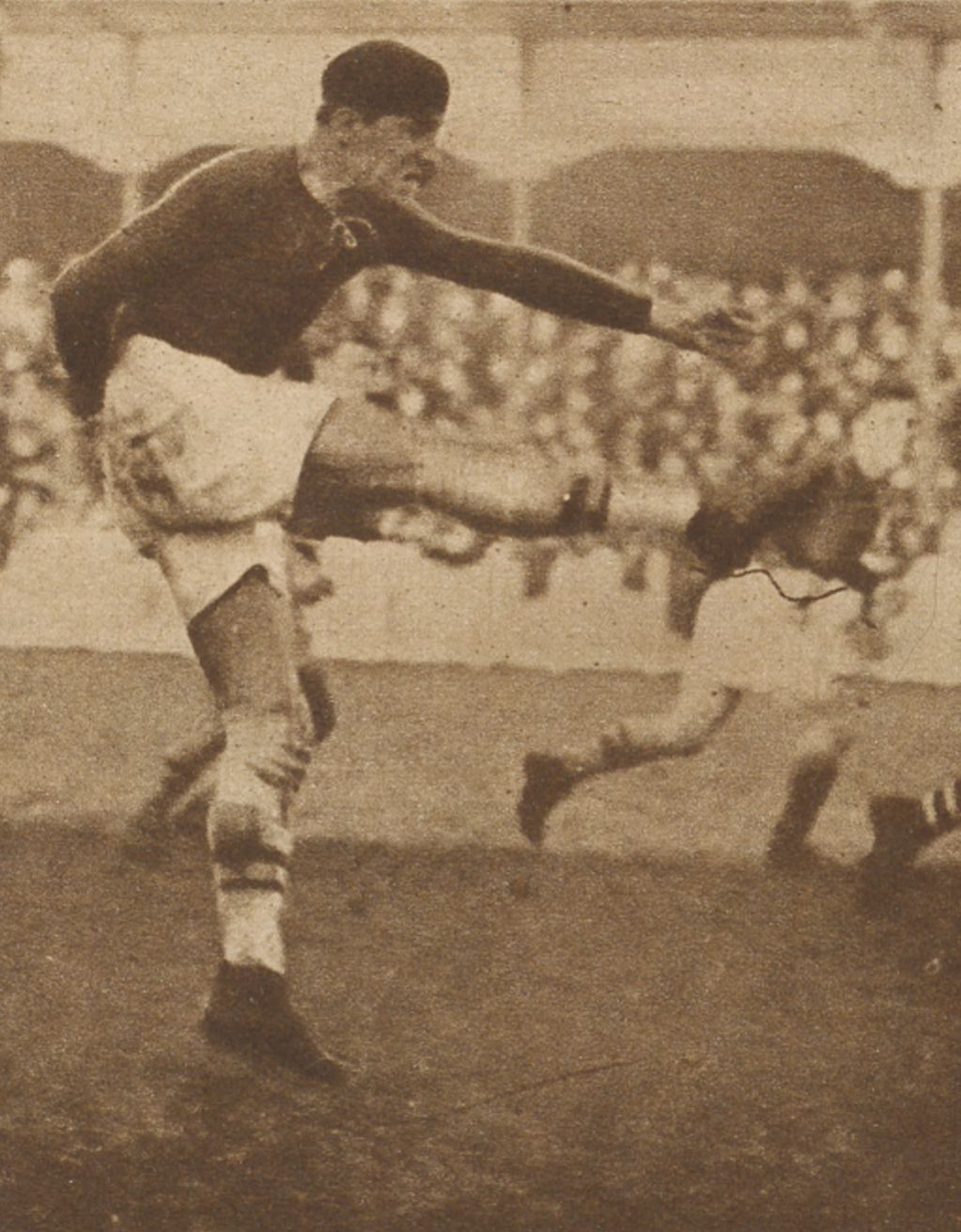
Dégagement de Robert Sarrade au Stade de la Croix du Prince.
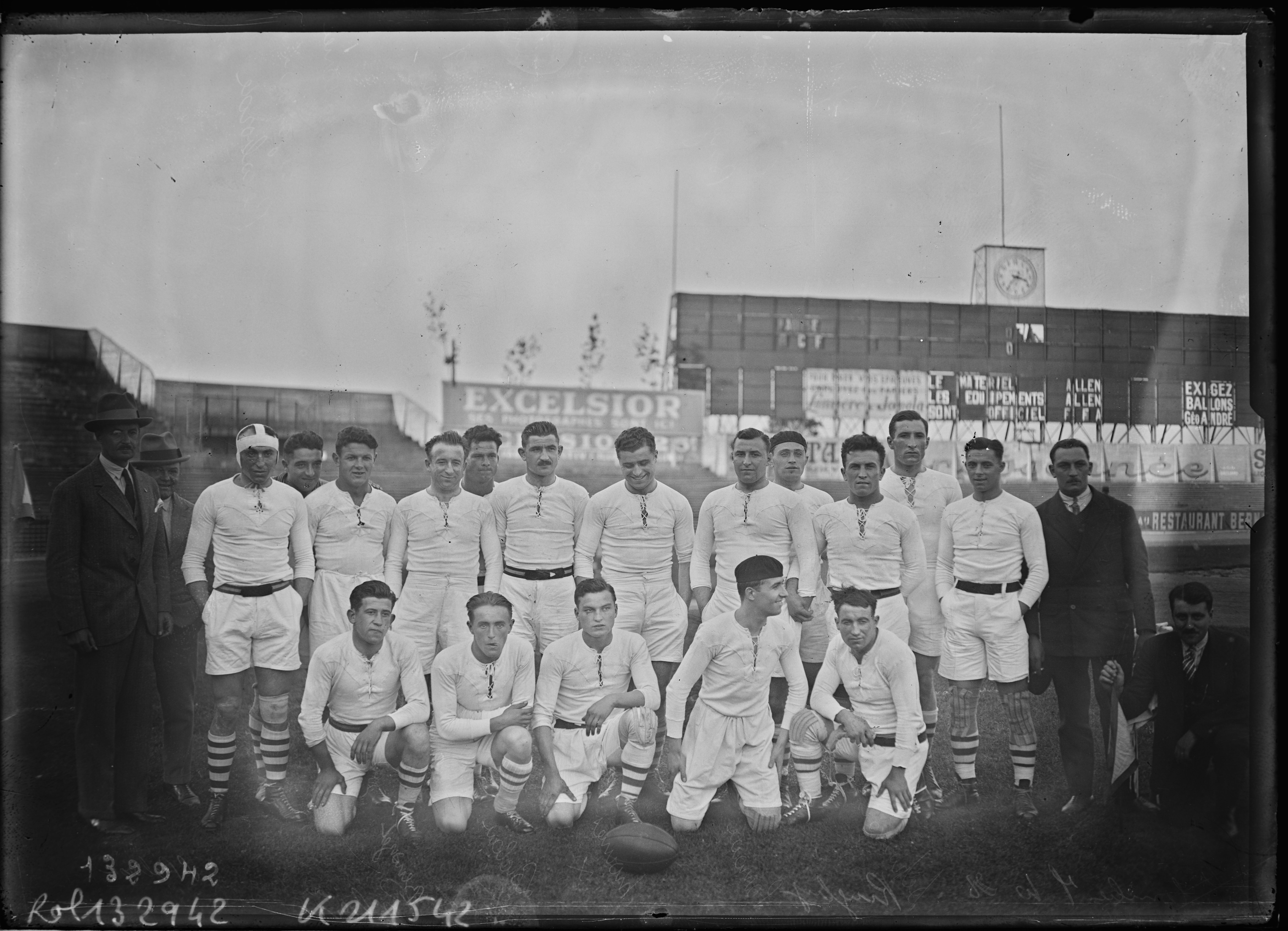
Sarrade, assis et 4e à gauche, au stade de Colombes avec la Section paloise, le 7 octobre 1928.